# Mervilliers
Mervilliers era una comuna francesa que estaba situada en el departamento de Eure y Loir, de la región de Centro-Valle del Loira, que en 1972 se fusionó como comuna asociada a la comuna de Allaines, formando la comuna de Allaines-Mervilliers.

## Historia
La comuna asociada fue suprimida el 4 de agosto de 2011, aunque dicha supresión no se hizo efectiva hasta el 1 de enero de 2019 con la creación de la comuna nueva de Janville-en-Beauce

## Demografía
| Gráfica de evolución demográfica de Mervilliers entre 1800 y 1968 |
|                                                                   |

Los datos demográficos contemplados en este gráfico se han cogido de la página francesa EHESS/Cassini.